# Alí ibn Mujàhid Iqbal-ad-Dawla
Alí ibn Mujàhid al-Amirí Iqbal-ad-Dawla (àrab: علي بن مجاهد العامري إقبال الدولة, ʿAlī ibn Mujāhid al-ʿĀmirī Iqbāl ad-Dawla) (?, c. 1010 - Saragossa, 1081) va ser emir de Dàniya entre els anys 1044 i 1076 de l'era cristiana.

## Joventut
Durant una ràtzia contra Sardenya del seu pare el 1014 fou capturat i enviat a la cort de l'emperador Enric II, on fou educat en el cristianisme, però després de pagar el rescat deu anys més tard, retornà a l'islam.

## Política interior
Succeí el seu pare Mujàhid ibn Abd-Al·lah en contra de l'oposició del seu germà Hassan. Prengué el títol honorífic d'Iqbal-ad-Dawla ("prosperitat de la dinastia") però perdé la sobirania sobre els seus territoris a mans del rei Àhmad ibn Sulayman al-Múqtadir de la taifa de Saraqusta, quan aquest es presentà davant de Dàniya amb un notable exèrcit en 1076. Acabà casant-se amb una de les seves filles.
Arran d'aquests fets, el valí de Mayurqa Abd-Al·lah ibn al-Murtada ibn al-Àghlab allotjà la família del rei destronat i actuà de manera independent fins que l'any 1087 es proclamà emir i convertí Mayurqa en una taifa.

## Política exterior
Bernat I de Claramunt fou enviat per la comtessa Almodis de la Marca a la cort d'Alí ibn Mujàhid Iqbal-ad-Dawla vers el 1045.
En desembre del 1057 signà un conveni amb el bisbat de Barcelona pel qual es comprometia a protegir els cristians mossàrabs de la taifa de Dàniya i reconeixia la jurisdicció del bisbat barceloní sobre les esglésies del seu regne, tant dels territoris peninsulars com dels territoris insulars de Mayūrqa, a canvi de reconeixement cristià de la seva sobirania sobre aquests territoris. Aquest conveni fou al·legat dos segles després quan, finalitzada la Croada contra Al-Mayûrqa (1229-1232) per part de Jaume I d'Aragó, el bisbat de Barcelona reclamà la seva sobirania sobre les terres de Mallorca.